# Scolecura cognata
Scolecura cognata är en spindelart som beskrevs av Alfred Frank Millidge 1991. Scolecura cognata ingår i släktet Scolecura och familjen täckvävarspindlar.
Artens utbredningsområde är Colombia. Inga underarter finns listade i Catalogue of Life.